# Phyllanthus cuatrecasanus
Phyllanthus cuatrecasanus är en emblikaväxtart som beskrevs av Grady Linder Webster. Phyllanthus cuatrecasanus ingår i släktet Phyllanthus och familjen emblikaväxter.
Artens utbredningsområde är Colombia. Inga underarter finns listade i Catalogue of Life.